# Meles meles meles
Meles meles meles es una subespecie de  mamíferos carnívoros  de la familia Mustelidae,  subfamilia Mustelinae.

## Distribución geográfica
Se encuentra en la mayor parte de la Europa Occidental.